# Clase Ulsan
Las fragatas clase Ulsan (Hangul: 울산급 호위함, Hanja: 蔚山級護衛艦) son una clase de fragatas de misiles guiados multipropósito construidas por la República de Corea. Hasta hace poco en servicio con la Armada de la República de Corea y la marina de Bangladés.

## Diseño
La clase Ulsan es una fragata ligera  construida por  Hyundai Heavy Industries y Daewoo Shipbuilding & Marine Engineering.
Las fragatas tiene 103.7 metros de longitud y cuentan con una velocidad máxima de 34 nudos ( 63 km/h) y un alcance de 8,000 millas náuticas (15,000 km; 9,200 mi) a 16 nudos (30 km/h).

## Barcos

### Armada de Bangladés

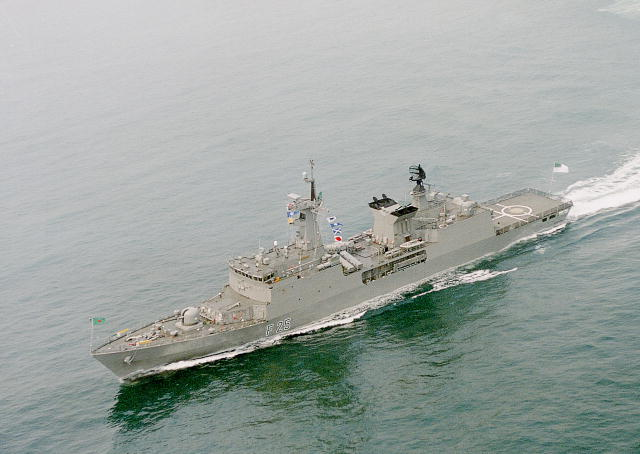

En junio de 2001, la Armada de Bangladés encargó una fragata altamente modificada de la clase Ulsan tan el barco más moderno en su flota y lo nombró BNS Bangabandhu. Sin embargo, controversias por supuesta corrupción en el proceso de compras de la fragata y fallos en el diseño de la misma resultaron en su baja por varios años. El barco fue finalmente reasignado en 2007.
- Bangabandhu (F 25)

### Armada Argentina
Corea del Sur ofreció a principios de 2019 la donación de un buque de guerra de la clase Ulsan que se sumaría a la flota de la Armada Argentina. La Armada Argentina evaluará el estado general de la fragata y definirá el presupuesto para poner a punto todos sus sistemas antes de asignarle tareas en el mar. El buque ofrecido es el (ex) FF-953 Chungnam, armado sólo con dos cañones de 76 mm y cuatro de 30 mm, ya que fueron quitados los lanzadores de misiles y sistemas asociados, también los tubos lanzatorpedos. Se utilizaría como patrullero oceánico, con el que se complementaría la capacidad de control y vigilancia del litoral marítimo argentino.